# 손태영의 W쇼
《손태영의 W쇼》는 KBS W의 텔레비전 프로그램이다.

## 방송 개요
- 자신을 사랑하고 변화에 최선을 다하는 자아형성프로젝트에 도전하는 여성들의 이야기를 다룬 프로그램

## 방송 시간
- 매주 금요일 밤 10:00

## 출연자
- 손태영
- 홍록기
- 박은지
- 박지영